# Willy Burgeon

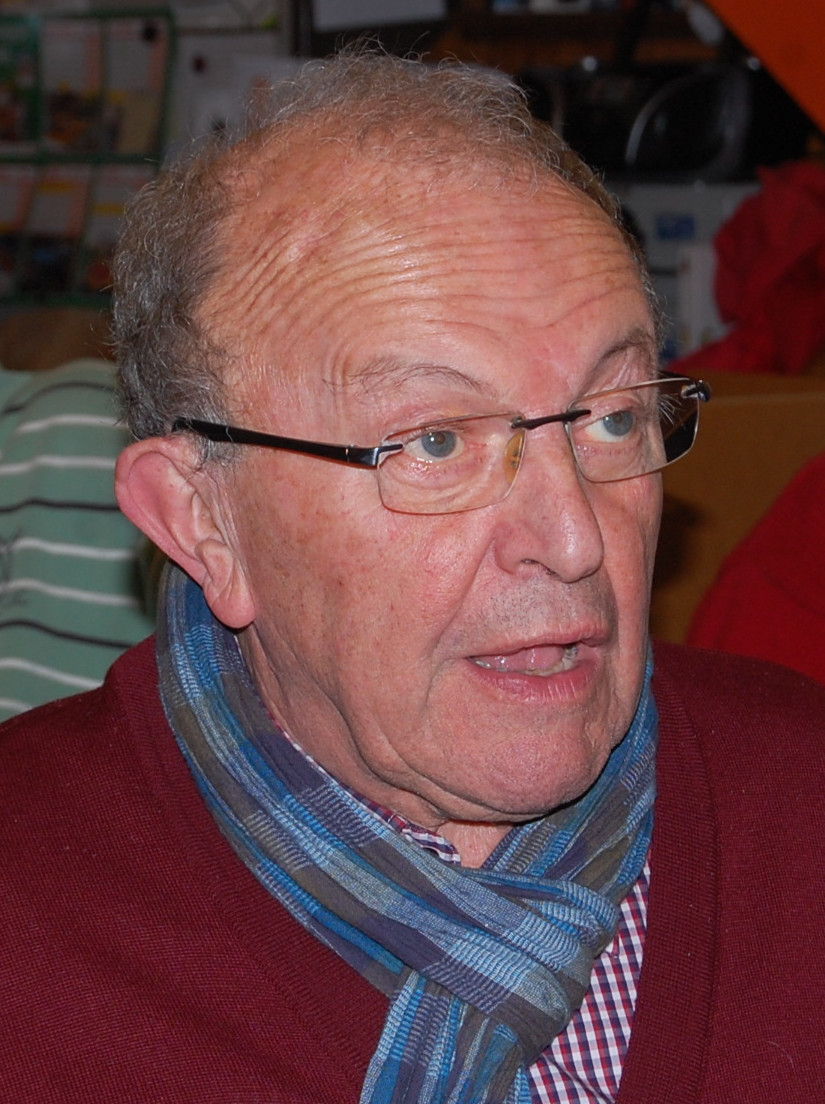
Willy Burgeon in 2017

Willy D.C. Burgeon (Haine-Saint-Pierre, 11 januari 1940) is een voormalig Belgisch volksvertegenwoordiger.

## Levensloop
Burgeon behaalde in 1962 een licentiaat in de handels- en financiële wetenschappen en was daarna van 1963 tot 1969 leraar economie aan de Provinciale Normaalschool van Charleroi en van 1969 tot 1971 onderdirecteur van de handelsschool van de Université du Travail in Charleroi.
Afkomstig uit een socialistische familie engageerde Burgeon zich in de politiek. In 1970 werd hij verkozen tot gemeenteraadslid van Haine-Saint-Pierre, waar hij van 1971 tot 1976 schepen van openbaar onderwijs was. Nadat hij naar Leval-Trahegnies, een deelgemeente van Binche, was verhuisd, was hij daar van 1977 tot 2006 gemeenteraadslid en werd er van 1977 tot 2000 schepen van onderwijs, cultuur en economische zaken. Hij stichtte in Binche het Centrum voor kant en kunstambachten in Binche en was er vele jaren voorzitter van. In 2000 werd de PS naar de oppositie verwezen en werd Burgeon fractievoorzitter van zijn partij in de gemeenteraad. In 2006 beëindigde hij zijn lokale politieke carrière. 
In 1971 werd hij voor de toenmalige PSB voor het arrondissement Thuin verkozen in de Kamer van volksvertegenwoordigers en zetelde er tot in 1995. Van 1975 tot 1983 vertegenwoordigde Burgeon zijn partij eveneens in de Gewestelijke Economische Raad voor Wallonië en hij zetelde ook in het partijbureau van de PS. Door de toen bestaande dubbelmandaten zetelde Burgeon eveneens in de Cultuurraad voor de Franse Cultuurgemeenschap (1971-1980), de voorlopige Waalse Gewestraad (1974-1977), de Raad van de Franse Gemeenschap en de Waalse Gewestraad (1980-1995). In de Waalse Gewestraad was Burgeon van 1981 tot 1988 ondervoorzitter van de commissie Economie, Werk en Middenstand en van 1983 tot 1988 secretaris. Van 1988 tot 1995 was hij vervolgens voorzitter van deze assemblee. Bij de verkiezingen van 1995 opteerde hij voor het regionale niveau, waarna hij van 1995 tot 1999 voor het arrondissement Thuin in het eerste rechtstreeks verkozen Waals Parlement, alsook in het Parlement van de Franse Gemeenschap zetelde. In het Waals Parlement oefende hij in dezelfde periode de functie van secretaris uit. Hij was van 1995 tot 2001 ook voorzitter van de Vereniging van Waalse steden en gemeenten en was voorts lid van het Comité van de Regio's en rapporteur voor de commissie voor Europese structuurfondsen. 
Hij werd lid van het Internationaal comité voor de eenmaking van Korea. In 2000 stond hij aan het hoofd van een delegatie politici die Noord-Korea bezocht. Hij bleek achteraf zo enthousiast te zijn over dit regime, dat men hem binnen de socialistische partij van alle functies onthief. In 2006 bezocht hij Noord-Korea samen met Guy Spitaels.
Hij bleef zetelen in het Federaal bestuur van de PS, als vertegenwoordiger van de afdeling Thuin, onderafdeling Binche waar hij voorzitter van was. Hij stemde tegen de deelname van de socialisten aan de regering die in 2011 werd gevormd door Elio Di Rupo.
Burgeon is voorstander van de aanhechting van Wallonië bij Frankrijk. Zijn jongere zus Colette Burgeon werd ook politiek actief.